# Llansantffraed (Ceredigion)
Pour les articles homonymes, voir Llansantffraid.
Llansantffraed ou Llansanffraid est un village et une communauté du Ceredigion, au pays de Galles.

## Géographie
Llansantffraed est situé dans l'ouest du Ceredigion, sur le littoral de la baie de Cardigan, à 9 km au nord-est de la ville d'Aberaeron. La communauté de Llansantffraed comprend aussi les villages et hameaux de Llanon (en) et Nebo (cy).

## Démographie
Au recensement de 2011, la communauté de Llansantffraed comptait 1 212 habitants.